# Saline (fiume)
Il Saline è un fiume della provincia di Pescara, in Abruzzo.

## Descrizione

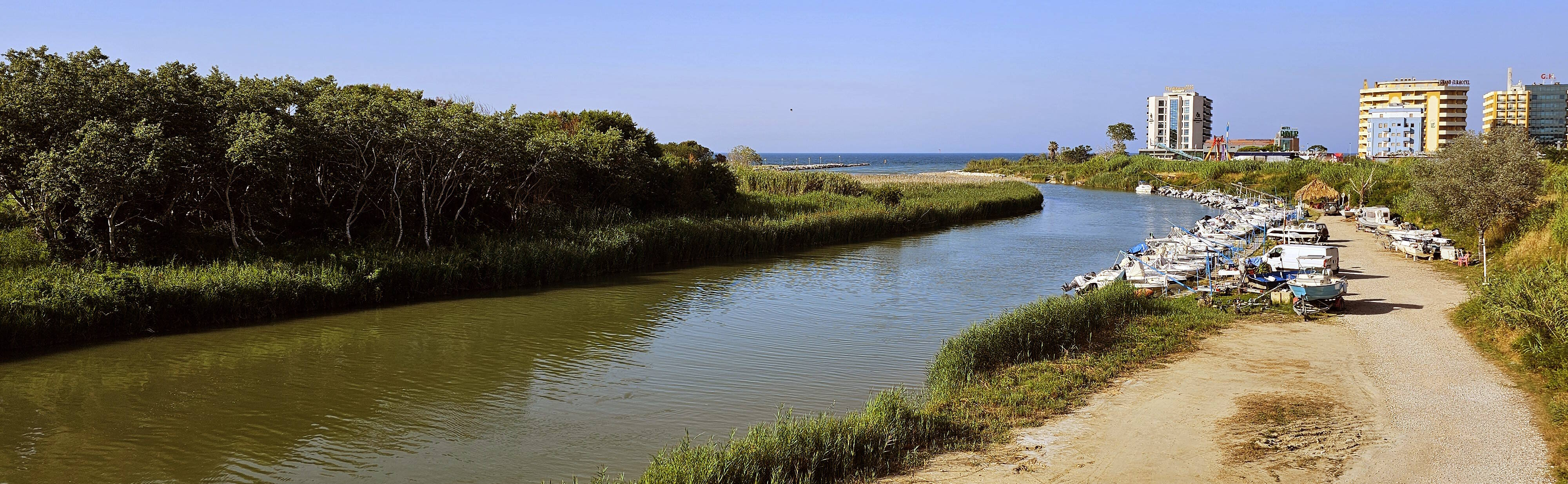
La foce del fiume

Ha origine dalla confluenza dei fiumi Fino e Tavo nella località "Congiunti" all'altezza del confine tra Città Sant'Angelo e Cappelle sul Tavo, scorre per circa 10 chilometri in una valle intensamente urbanizzata ed industrializzata soggetta a periodiche e pericolose esondazioni e sbocca nell'Adriatico in località “Saline”, al confine tra Città Sant'Angelo e Montesilvano.
Il toponimo deriva dall'antico nome romano Salinum Flumen dovuto all'esistenza di importanti saline presso la foce, l'area tra la foce del Saline e quella del torrente Piomba era il pagus romano Ad Salinas posto circa alla stessa distanza (6 miglia - 9 km) tra Pinna e Ostia Aterni.
Il Saline presentava una certa ricchezza sotto il profilo botanico ed alla sua foce si fermavano uccelli migratori e stanziali, oggi però proprio nell'area della foce, sono presenti grandi complessi edilizi, un esteso sistema di argini e scogli, scarichi fognari, un porticciolo.
Numerosi scarichi, e la forte speculazione edilizia hanno portato ad una situazione di estremo degrado dell'intero fiume, l'oasi WWF "Foce del Saline" è stata abbandonata.
Da un'inchiesta della rivista Focus, risulta che è uno dei sette fiumi italiani più sfruttati ed inquinati.
Il bacino idrografico complessivo dei fiumi Fino-Tavo-Saline ha un'estensione di 612 chilometri quadrati.